# Querida Milagros
«Querida Milagros» es una canción del grupo musical español El Último de la Fila, incluida en su álbum de estudio Cuando la pobreza entra por la puerta, el amor salta por la ventana.

## Descripción
La canción, compuesta por Quimi Portet, se escribió, en palabras, con finalidad irónica, como un divertimento, si bien terminó siendo interpretada por el público y la crítica como un auténtico himno de denuncia antibelicista.
La letra ilustra la historia de un soldado de nombre Adrián que fallece luchando en un anónimo frente de guerra y, seguidamente, se reproduce el contenido del único objeto personal encontrado en el cadáver: la carta de amor dirigida a su novia Milagros.
El tema ha sido clasificado por la revista Rolling Stone en el número 87 de las 200 mejores canciones del pop-rock español, según el ranking publicado en 2010.
El videoclip de la canción original fue producido por el programa de TVE La bola de cristal, que lo estrenó.